# Stasimopus umtaticus rangeri
Stasimopus umtaticus rangeri is een spinnenondersoort in de taxonomische indeling van de valdeurspinnen (Ctenizidae).
Het dier behoort tot het geslacht Stasimopus. De wetenschappelijke naam van de soort werd voor het eerst geldig gepubliceerd in 1927 door J. Hewitt.